# Дон Гибсон (певец)
Джош Ма́ртин (Josh Martin) (1980 / 1981 год) — американский певец и автор песен, выступающий под псевдонимом Дон Ги́бсон (Daughn Gibson). Его сольная карьера началась в 2012 году с выходом альбома All Hell, на котором оказались сплетены элементы кантри и электронной музыки.

## Биография
Дон Гибсон вырос в небольшом американском городе Назарет в штате Пенсильвания. Будучи подростком, он увлекался сначала панк-роком, затем музыкой Metallica и Guns N’ Roses, был барабанщиком в школьных группах и позднее вместе с друзьями детства Джоэлом Уинтером и Ренди Хутом вошёл в состав стоунер-металического коллектива Pearls and Brass.
В 2000-х годах Гибсон работал дальнобойщиком и во время поездок слушал радиостанции, проигрывающие кантри-музыку, что оказало большое влияние на его сольное творчество.
«Я стал проникаться симпатией к этим историям, неважно, как бы абсурдно они ни звучали. Мне нравилось, как в них были отражены образы людей, или ситуации, или ностальгия», —
рассказал Гибсон в интервью сайту Pitchfork. Помимо кантри на дебютную работу All Hell, вышедшую в апреле 2012 года на лейбле White Denim, оказала влияние музыка Demdike Stare, Бэриала, Скотта Уокера. Альбом был замечен такими изданиями, как Pitchfork, Spin, NME и Filter. По словам Александра Горбачёва из журнала «Афиша», музыкант «свёл вместе классическую американскую (и вообще англосаксонскую) крунерскую традицию с новейшими тенденциями, причём преимущественно с помощью клавишной полуакустики и собственного голоса, разъятого на эхо». Журналистами был отдельно отмечен глубокий баритон певца.
В августе 2012 года Гибсон подписал контракт с лейблом Sub Pop, на котором вышел его второй альбом Me Moan 8 июля 2013 года.

## Дискография
- All Hell (2012)
- Me Moan (2013)
- Carnation (2015)